# Провинция Йорка
Провинция Йорка (англ. Province of York) является одной из двух митрополий, на которые делится Церковь Англии (другая метрополия — провинция Кентербери (англ. Province of Canterbury). Она состоит из 14 диоцезов, которые покрывают Северную Англию и Остров Мэн. Было время, когда архиепископ Йоркский претендовал на принадлежность Шотландии к Провинции Йорка.
Главой Провинции Йорка является архиепископ Йоркский (второй в иерархии после архиепископа Кентерберийского).